# آگوستین کاسادو
آگوستین کاسادو (اسپانیایی: Agustín Casado‎؛ زادهٔ ۲۱ مهٔ ۱۹۹۶) بازیکن هندبال اهل اسپانیا است.